# Arte dei Beccai

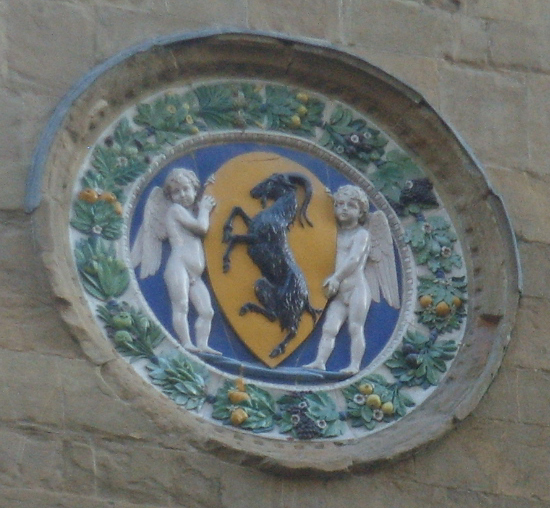
Médaillon de la corporation sur la façade d'Orsanmichele

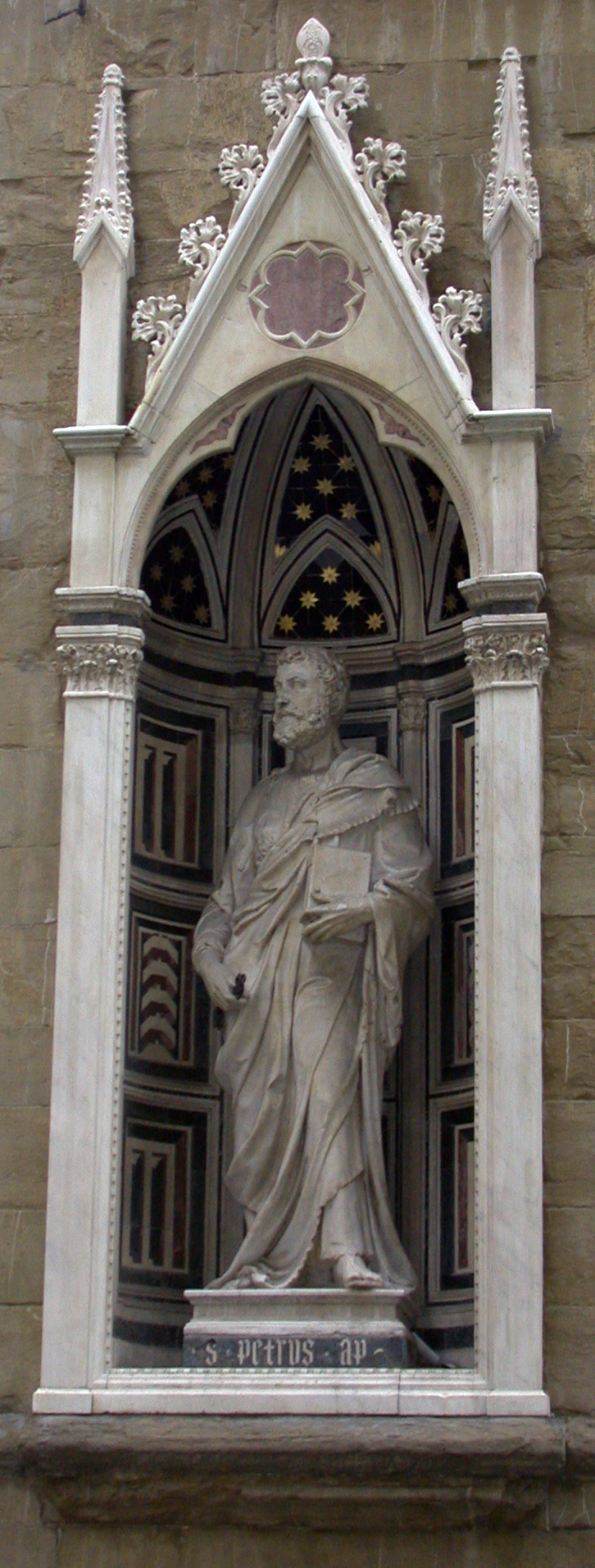
San Pietro de Donatello

L'Arte dei Beccai est une corporation des arts et métiers de la ville de Florence, l'un des arts mineurs des Arti di Firenze qui y œuvraient avant et pendant la Renaissance italienne.

## Membres de la corporation
Ce sont les bouchers, les poissonniers  et les gérants des hôtelleries et des tavernes. L'Art dei Beccai n'obtint jamais la reconnaissance parmi les membres des Arts Majeurs.
Les bouchers
Ils  commerçaient les viandes  ovines, porcines et bovines, acquise du bétail  des campagnes autour de la ville que celles environnantes d'Arezzo, de Pise et de la Maremme, qui comportaient des pâturages. Leur étals se dressaient sur le Ponte Vecchio jusqu'à un édit des Médicis les en chassant à cause des odeurs et les remplaçant par les orfèvres.
Les poissonniers
Ils  tenaient leur  marché dans la piazzetta del Pesce devant  le  Ponte Vecchio. Les pêches provenaient de l'Arno avec une grande variété :anguilles, truites, carpes, reine, la spécialité du temps, les gardons  pour la friture, tenus vivants dans des grandes cruches. En 1568 leur marché  fut déplacé dans la place du Mercato Vecchio, où Giorgio Vasari construisit exprès la Loggia del Pesce, déplacée ensuite les démolitions du Risanamento du XIXe siècle. Elle est   aujourd'hui encore visible Piazza dei Ciompi.

## Historique
La corporation était gouvernée par six consuls et le conseil de 25 associés qui devaient renouveler annuellement  leur serment. Les règles prescrites par la Commune et les statuts de l'Arte pour l'exercice de l'activité de la consommation des viandes étaient  très strictes et prévoyaient des sanctions très  sévères envers les fautifs :
- Les prix de vente étaient  réglementés pour éviter les hausses excessives.
- les règles d'hygiène, scrupuleusement respectées, interdisaient de vendre ensemble les tranches de viande d'espèces animales différentes, lesquelles devaient être exposées sur des étals différents.
- les viandes devaient provenir des producteurs autorisés et les animaux devaient être abattus et leur mort ne devait pas provenir d'une autre cause.
- les  balances et les poids devaient être périodiquement révisés et devaient être approuvés.

Les Beccai étaient divisés jusqu'en 1318, en deux groupes, faisant les uns leur commerce à la loggia del Mercato Nuovo, les autres au Mercato Vecchio. En 1318 ils se réunirent tous ensemble dans une boutique acquise près de l'église Santa Maria Sopra Porta et, quelques années plus tard, la corporation réussit finalement à édifier son siège en face d'Orsanmichele.

## Saint  patron
- Saint Pierre représenté par une statue datant de 1415 de Bernardo Ciuffagni sur une esquisse de Donatello dans une des niches (tabernacoli) de l'église d'Orsanmichele.

## Héraldique
Mouton noir rampant sur champ d'or.

## Sources
- (it) Cet article est partiellement ou en totalité issu de l’article de Wikipédia en italien intitulé « Arte dei Beccai » (voir la liste des auteurs).